# Marjaniwka (Swjahel)
Marjaniwka (ukrainisch Мар'янівка; russisch Марьяновка Marjanowka) ist eine Siedlung städtischen Typs in der ukrainischen Oblast Schytomyr mit etwa 1500 Einwohnern (2014).
Marjaniwka wurde 1590 gegründet und erhielt 1977 den Status einer Siedlung städtischen Typs.
Die Siedlung liegt in einem Waldstück 67 km westlich vom Oblastzentrum Schytomyr und 20 km östlich vom ehemaligen Rajonzentrum Baraniwka.
Am 27. Juli 2016 wurde die Siedlung ein Teil der Siedlungsgemeinde Dowbysch, bis dahin bildete sie zusammen mit dem Dorf Dorohan (Дорогань) die Siedlungratsgemeinde Marjaniwka (Мар'янівська селищна рада/Marjaniwska selyschtschna rada) im Nordosten des Rajons Baraniwka.
Am 17. Juli 2020 kam es im Zuge einer großen Rajonsreform zum Anschluss des Rajonsgebietes an den Rajon Swjahel.